# تشرنوتین
تشرنوتین (به چکی: Černotín) یک منطقهٔ مسکونی در جمهوری چک است که در ناحیه پرروف واقع شده‌است. تشرنوتین ۸٫۳۱ کیلومتر مربع مساحت و ۷۴۴ نفر جمعیت دارد و ۲۵۹ متر بالاتر از سطح دریا واقع شده‌است.